# Telling Lies
"Telling Lies" é uma canção do músico britânico David Bowie. Em novembro de 1996, a faixa foi lançada como single para a promoção do álbum Earthling, de 1997.

## Créditos
- Produtor:
  - David Bowie
- Músicos:
  - David Bowie – vocais, guitarra, saxofone, samples, teclado
  - Reeves Gabrels – programação, sintetizadores, guitarra (real e de sample), vocais
  - Mark Plati – programação, loops, samples, teclado
  - Gail Ann Dorsey – baixo, vocais
  - Zachary Alford[1] – loops de bateria, bateria, percussão eletrônica
  - Mike Garson – teclado, piano

## Live versions
- Uma versão gravada em Paradiso, Amsterdã, em 10 de junho de 1997, foi lançada no álbum LiveAndWell.com, em 2000.